# Krisztián Szabó
Krisztián Szabó (ur. 21 czerwca 1989 w Székesfehérvárze) – węgierski szachista, arcymistrz od 2010 roku.

## Kariera szachowa
Wielokrotnie startował w finałach mistrzostw Węgier w różnych kategoriach wiekowych, sukcesy odnosząc m.in. w latach 1999 (Paks, I m. w grupie do 10 lat), 2004 (Budapeszt, II m. za w grupie do 20 lat), 2005 (Balatonlelle, dz. I-III m. grupie do 16 lat) oraz 2006 (Balatonlelle, dz. I-II m. w grupie do 18 lat). Był również wielokrotnym reprezentantem kraju na mistrzostwach świata i Europy juniorów, najlepsze wyniki osiągając w latach 2001 (Oropesa del Mar, dz. II-IX m. grupie do 12 lat) oraz 2005 (Belfort, VI m. w grupie do 16 lat). Dwukrotnie wystąpił w narodowym zespole na drużynowych mistrzostwach Europy, zdobywając złoty (2007) oraz srebrny (2006) medal.
Normy na tytuł arcymistrza wypełnił w latach 2009 (w Budapeszcie, I m. w turnieju First Saturday, edycja FS06 GM) i 2010 (podczas drużynowych mistrzostw Węgier 2009/10 oraz w turnieju Cappelle-la-Grande).
Do innych jego indywidualnych sukcesów należą m.in.:
- I m. w Budapeszcie (2003, turniej First Saturday FS11 IM)
- II m. w Budapeszcie (2004, turniej First Saturday FS12 GM, za Nguyễn Ngọc Trường Sơnem),
- dz. I m. w Balatonlelle (2006, wspólnie z Laszlo Gondą),
- I m. w Budapeszcie, (2007, turniej First Saturday FS10 GM),
- dz. I m. w Oberwarcie (2008, wspólnie z m.in. Mladenem Palacem, Imre Herą i Robertem Rabiegą)[4],
- dz. II m. w Paksie (2009, za Attilą Groszpeterem, wspólnie z Władysławem Niewiedniczym).
- II m. w Budapeszcie, (2009, turniej First Saturday FS09 GM, za Denesem Borosem).

Najwyższy ranking w dotychczasowej karierze osiągnął 1 listopada 2011 r., z wynikiem 2548 punktów zajmował wówczas 18. miejsce wśród węgierskich szachistów.